# Theo Jörgensmann
Theo Jörgensmann (Bottrop, Alemania, 29 de septiembre de 1948) es un clarinetista y compositor de jazz.

## Biografía
Theo Jörgensmann es uno de los más importantes clarinetistas contemporáneos del Free Jazz. Tocar con artistas de distintas concepciones musicales es muy típico en él. Ha tocado por ejemplo con John Carter, Perry Robinson, Barre Phillips, Kenny Wheeler, Kent Carter, Vincenz Chancey, Lee Konitz y otros más.
Jörgensmann consiguió sobre todo en Estados Unidos críticas muy profundas. Mezcla elementos del jazz, de la música clásica, de la música contemporánea y diferentes estilos étnicos, sin abandonar su estilo personal.

La editorial de sus últimos discos se llama hat hut records, suiza.
Desde 2003 Theo Jörgensmann forma con dos jóvenes instrumentístas polacos, Marcin Oleś y Bartłomiej Oleś, el Trío Oleś Jörgensmann Oleś.
El sitio polaco de Internet Diapazon ha seleccionado en 2005 el segundo CD de los gemelos Oleś, Directions como "The Record Of The Year 2005".
Desde 2008 toca con el Trío Hot  junto con Albrecht Maurer y Peter Jacquemyn.

## Selección discográfica
- Clarinet Summit, Clarinet Summit, with Perry Robinson, Gianluigi Trovesi, Bernd Konrad, Annette Maye, Sebastian Gramss, Albrecht Maurer und Günter Sommer (2017)
- Contact 4tett Loud Enough To Rock The Kraut, (Konnex Records 2015)
- Theo Jörgensmann Bucksch (2014)
- Theo Jörgensmann/Albrecht Maurer Melencolia (2011).
- Theo Jörgensmann/Karoly Binder in concert (2011 - recorded 1990).
- Trio Hot Jink con Albrecht Maurer y Peter Jacquemyn (2008).
- Theo Jörgensmann & Oles Brothers Alchemia (2008).

- Oles Jörgensmann Oles Live in Poznan 2006 (2007).

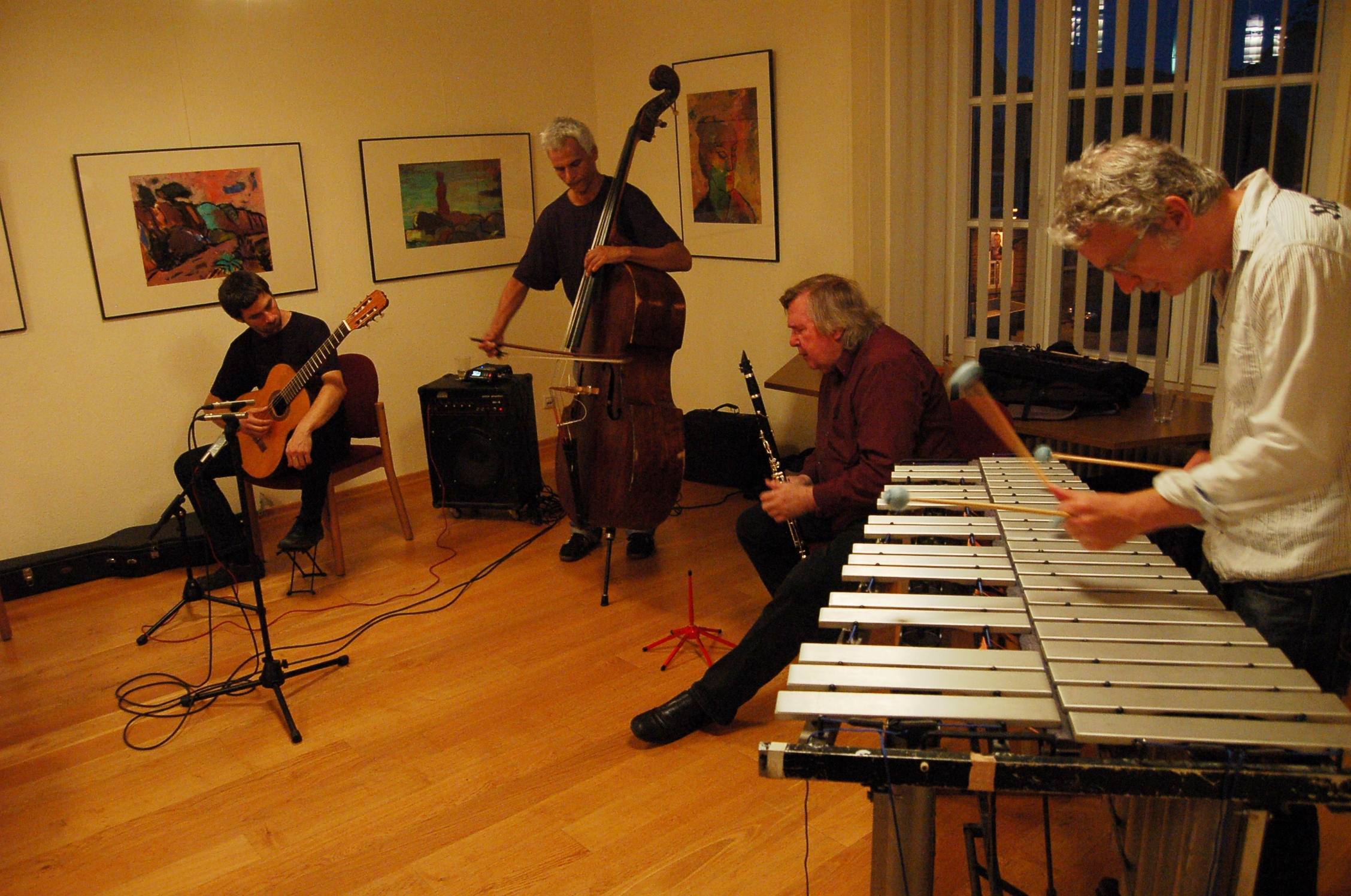
Theo Jörgensmann Freedom Trio con Christopher Dell; 2011

- Oles Jörgensmann Oles Directions (2005).

- Theo Jörgensmann Fellowship con Petras Vysniauskas, Charlie Mariano, Karl Berger, Kent Carter, Klaus Kugel (2005).
- Theo Jörgensmann Quartet ]Hybrid Identity (2002).

- Theo Jörgensmann Eckard Koltermann Pagine Gialle (2001).
- Theo Jörgensmann Quartet Snijbloemen con Christoper Dell, Christian Ramond y Klaus Kugel (1999).

- Theo Jörgensmann Albrecht Maurer European Echoes con Barre Phillips, Bobo Stenson, Kent Carter, Denis Colin (1998).

- Theo Jörgensmann Quartet ta eko mo (1998).

- Theo Jörgensmann So I Play solo (1997).

- Theo Jörgensmann John Fischer Radio Swiss Days Volume Three (1994).

- Karoly Binder featuring Theo Jörgensmann Live at Music Academy Budapest (1993).

- Theo Jörgensmann Werkschau Ensemble aesthetic direction (1993).

- Theo Jörgensmann Eckard Koltermann Perry Robinson Marterialized Perception (1992).

- Willem van Manen Contraband Live at Bim Huis Amsterdam (1988).

- CL 4 Alte und neue Wege con Lajos Dudas, Dieter Kühr, Eckard Koltermann (1986).

- Andrea Centazzo Mitteleuropa Orchestra Doctor Faustus con Enrico Rava, Carlos Zíngaro, Gianluigi Trovesi, Carlo Actis Dato, Albert Mangelsdorff, Franco Feruglio (1984).

- Theo Jörgensmann Laterna mágica Solo (1983).

- Clarinet Summit You better fly away con John Carter, Perry Robinson, Didier Lockwood, Eje Thelin, J.F. Jenny-Clarke, Aldo Romano (1980).

- Theo Jörgensmann Quartet Straight out (1978)

- Theo Jörgensmann Quartet con Perry Robinson in time (1976)

## Literatura
- Theo Jörgensmann/Rolf-Dieter Weyer Kleine Ethik der Improvisation ISBN 3-924272-99-9.
- Dita von Szadkowski Auf schwarz-weißen Flügeln ISBN 3-88349-307-4.